# Hans Läubli
Hans Läubli (* 19. März 1955 in Gränichen) ist ein Schweizer Politiker. Er war von 2007 bis 2015 Mitglied des Zürcher Kantonsrates, von 2011 bis 2015 präsidierte er dessen Justizkommission. Er ist Mitglied bei der Grünen Partei der Schweiz.

## Ausbildung und Beruf
Hans Läubli absolvierte die Primar- und Bezirksschule in Gränichen. Im Jahr 1970 begann er eine Lehre als Koch, welche er abschloss. Anschliessend arbeitete er in Neuenburg und in Zürich bis 1987 als Koch.
Von 2008 bis 2020 war Hans Läubli der Geschäftsführer von Suisseculture, er engagiert sich auch noch bei anderen Vereinen und Verbänden. Insgesamt gilt sein Engagement der Kultur und den Kulturschaffenden. Er gehörte Arbeitsgruppen zum Thema Urheberrecht, Kulturförderungsgesetz, Prix Suisseculture und Medien an. Seit 2020 ist er pensioniert und lebt in Italien.

## Politisches Engagement
Läublis Schwerpunkt liegt bei der Kulturpolitik, er setzt sich unter anderem für die Förderung von gesamtschweizerischen Kunst- und Kulturprojekten in allen Sparten ein.